# ノッケン

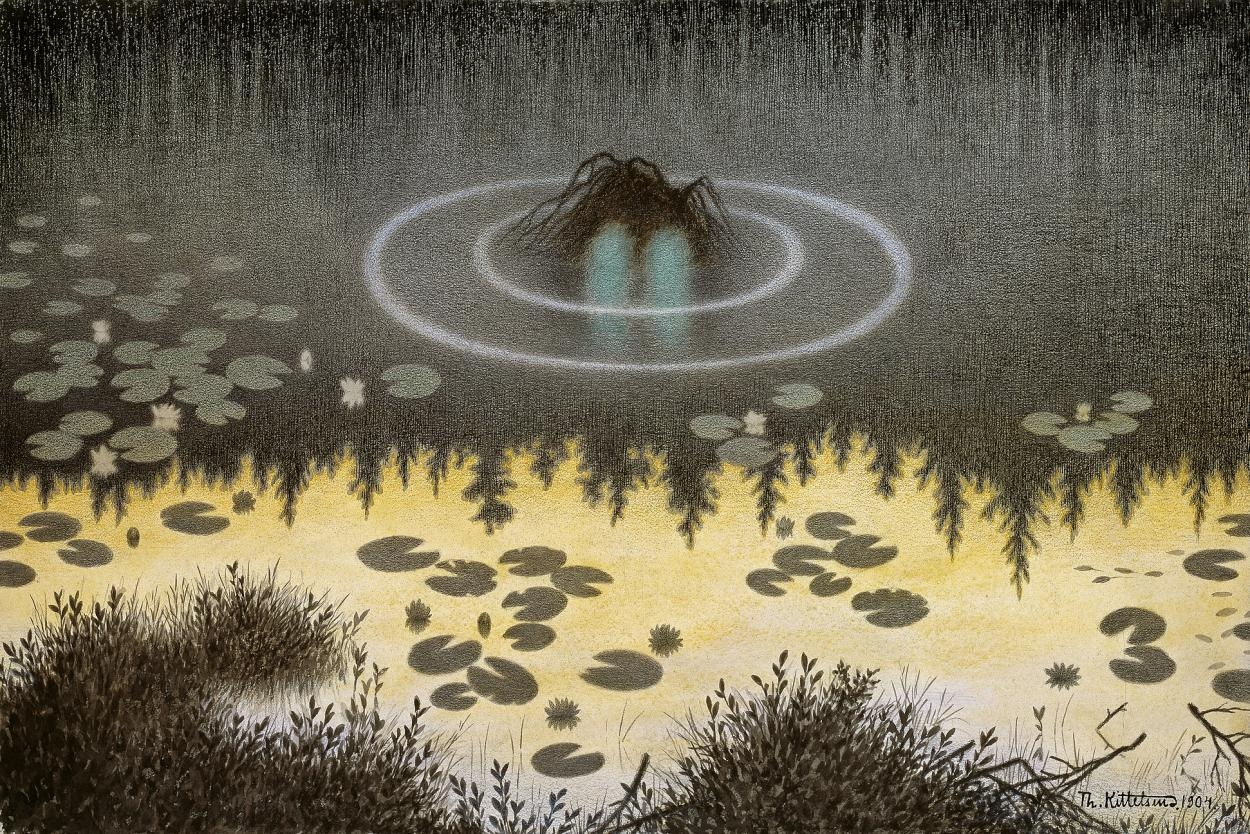
ノルウェーの画家 テオドール・キッテルセン作 Nøkken（ノッケン） （1904年）

ノッケン、またはネック等（ドイツ語: Nixe; オランダ語: nikker, nekker; ノルウェー語: nøkk; スウェーデン語: näck; フィンランド語: näkki; エストニア語: näkk）は、ゲルマン神話・民話の変身譚に登場する他の生物の姿に変身する水の精霊である。
複数の呼び名を持つが、共通する話で語られている。地域によってさまざまな呼び名と、性別の違いがみられる。ドイツ語のNixとスカンジナビアの対応する語では男性であるが、ドイツ語のNixeは川に棲む人魚である。
関連する英語圏の伝説上の生物ナッカーは、一般的にはドラゴンとされるが、時代と共に他の生物としても描かれている。

## 伝承

### スカンジナビア
Näck, Nøkk
スカンジナビアのnäcken, näkki, nøkkは、ヴァイオリンで魅了する歌を演奏し、女性や子供を川や池で溺れさせようとする男性の水の精霊であった。しかし、これらの精霊のすべてが悪意を持っているわけではない。実際、多くの物語が存在しているが、女性や子供だけでなく、男性も甘い歌で引き寄せ、聴衆には全く無害という話も少なからず残っている。Fossegrimの中には、彼と恋に落ちた人間と一緒に住むことに同意した話も存在するが、これらの物語の多くでは彼は大抵滝や小川近くの家へ帰っていくことになる。彼らは水源との自由で定期的な接触がなければ、元気をなくすと言われている。
Bäckahäst, bækhest
小川の馬という意味で、スカンジナビアの民話に登場する伝承上の馬である。スコットランドのケルピーやウェールズのCeffylDŵrととても似ている。
しばしば霧のような天気の間にだけ、川の近くに現れる巨大な白い馬で、背にまたがった人間は共に川に飛び込み戻ってこれないと言われている。